# Stictopisthus formosus
Stictopisthus formosus là một loài tò vò trong họ Ichneumonidae.